# Jugansbo, Gävle kommun

Jugansbo är en ort i Hedesunda socken i Gävle kommun i sydligaste Gästrikland.
Byn är känd för att konstnären Hans Wikström bodde och verkade i Jugansbo, med vissa avbrott mellan 1783 och till sin död 1833.
I Jugansbo har även gruvfolk bott vid Jönses under olika gruvbrytningsperioder troligen bland annat när Gustav Vasa bröt silver i. Hade silvergruvor med hjälp av yrkesfolk från Sala silvergruva, (Salberget) i mitten av 1500-talet. Namnet Jugansbo kommer från Jogans Boo (jb år 1600) numera Johan. (Källa om ortnamnet: professor Folke Hedblom.)